# Zachery Bradford
Zachery „Zach“ Bradford (* 29. November 1999 in Bloomington, Illinois) ist ein US-amerikanischer Leichtathlet, der sich auf den Stabhochsprung spezialisiert hat.

## Sportliche Laufbahn
Zachery Bradford wuchs in Bloomington in Illinois auf und sammelte 2018 erste internationale Erfahrungen, als er bei den U20-Weltmeisterschaften in Tampere mit übersprungenen 5,55 m die Silbermedaille gewann. Zudem begann er im selben Jahr ein Studium an der Texas Tech University. Im Jahr darauf gewann er bei den U23-NACAC-Meisterschaften in Santiago de Querétaro mit 5,60 m die Silbermedaille hinter seinem Landsmann Clayton Fritsch und schied anschließend bei den Weltmeisterschaften in Doha mit 5,60 m in der Qualifikationsrunde aus. Auch bei den Weltmeisterschaften 2023 in Budapest verpasste er mit 5,70 m den Finaleinzug und anschließend belegte er bei den Panamerikanischen Spielen in Santiago de Chile mit 5,20 m den siebten Platz.

## Persönliche Bestleistungen
- Stabhochsprung: 5,87 m, 14. Mai 2023 in Norman
  - Stabhochsprung (Halle): 5,91 m, 10. März 2023 in Albuquerque